# Sphyrna zygaena
Sphyrna zygaena es una especie de tiburón martillo del género Sphyrna. Fue descrito por Carlos Linneo en 1758.

## Descripción
La cabeza aplanada y alargada en dos lóbulos donde, en los extremos, son colocados los ojos. Presenta cinco pares de hendiduras branquiales, las dos últimas por encima de las pectorales.[cita requerida]
El color va del gris azulado al verde marrón; los flancos son claros y el vientre, blanco grisáceo. El macho madura entre los 210 y 240 centímetros. La hembra lo hace cuando mide 304 centímetros aproximadamente. Alcanza una longitud máxima entre 370 y 400 cm.[cita requerida]

## Distribución y hábitat
Se encuentra en aguas tropicales y subtropicales de todo el mundo. Es un potente nadador pelágico que se encuentra tanto cerca de la costa como mar abierto y preferentemente en zonas de profundidad (de 20 a 400 m). Es muy tolerante con las temperaturas del agua. Puede realizar migraciones y a menudo forma grupos.

## Alimentación
Compuesta principalmente de crustáceos y moluscos.

## Reproducción
Es vivíparo placentario; con 29 o 37 crías por camada que miden entre 50 y 61 cm.

## Estado de conservación
Se encuentra en estado vulnerable de extinción bajo la clasificación de amenaza según la Unión Internacional de Conservación de la Naturaleza (IUCN) y el Libro Rojo de Peces de Colombia. Esto debido principalmente a la pesca indiscriminada para la obtención de la aleta, apreciada en gran medida en el mercado asiático por la errónea creencia que esta tiene facultades afrodisiacas para el sexo masculino; así mismo las pobres leyes ambientales por parte de los gobiernos para su conservación, en países como Colombia, contribuyen a su acelerada despoblación.

## Comportamiento
Puede atacar a los humanos, lo cual lo diferencia de otros tiburones martillo como Sphyrna lewini. También puede percibir campos eléctricos para encontrar a sus presas.